# Johan Erik Vallin
Johan Erik Wallin, född 13 mars 1835 i Skå församling, Stockholms län, död 24 januari 1920 i Sånga församling, Stockholms län, var en svensk folkmusiker och violinist.  

## Biografi
Johan Erik Vallin föddes 1835 i Skå socken. Han var spelman och kom på senare år att livnära sig på att binda nät. Vallin avled 1920.

## Kompositioner

### Upptecknade låtar
Upptecknade låtar 1907 efter Vallin av Bladini.
- Vals i D-moll.[3]
- Polska i D-moll.[3]